# Language Learning
Language Learning (français: Apprentissage des langues) est une revue universitaire publiée tous les trimestres par Wiley-Blackwell au nom du Language Learning Research Club de l'Université du Michigan. Le rédacteur en chef est l’ Université Nick C. Ellis du Michigan.
Language Learning englobe la recherche sur «les questions théoriques fondamentales de l’apprentissage des langues, telles que l’acquisition des langues étrangères, l’enseignement des langues, le bilinguisme, l’alphabétisation, la représentation linguistique dans l’esprit et le cerveau, la culture, la cognition, la pragmatique et les relations intergroupes». La revue publie deux suppléments annuels, la série Best of Language Learning et Language Learning Monograph Series. Il est également publié en association avec une monographie biennale, la Language Learning-Max Planck Institute Cognitive Neurosciences Series.
Selon le Journal Citation Reports, le facteur d'impact 2011 était de 1,218, le classant 26e sur 161 revues dans la catégorie "linguistique" et 42e sur 203 revues dans la catégorie "Education et recherche en éducation".